# Shm-重复
Shm-重复是一种叠词法。它在一个词的后面加上 shm- （或者 schm-）（发音为/ʃm/。）然后再把增加了“shm”的单词放在原来单词的后面。这种重复通常是用来表示对被修辞的事物的讽刺或贬低，例如Baby-shmaby。
原来的单词可以是名词，也可以是动词或形容词，例如“Whenever we go to a fancy-schmancy restaurant, we feel like James Bond.”

## 构成方法
参照Andrew Nevins和Bert Vaux2003年的网上调查研究：
- 以一个辅音开始的单词一般去掉开头的辅音，再加上“shm-”例如：table shmable
- 以两个辅音开始的单词，有时是把头两个辅音都去掉，有时是只去掉第一个辅音。例如：breakfast shmreakfast，也可作breakfast shmeakfast。
- 以元音开始的单词直接加“shm-”，例如：apple shmapple。
- 在第一音节非重音的多音节词中，有时在重音音节处加上“shm-”，有时在单词的开头加上“shm-”（见下表）。有时也不重复单词在重音音节前面的成分，例如：incredible shmedible; [4]

| 原词      | 形式1       | %  | 形式2           | %  | 其他% |
| --------- | ----------- | -- | --------------- | -- | ----- |
| confusion | shmonfusion | 13 | (con)s(h)musion | 44 | 42    |
| obscene   | shmobscene  | 33 | (ob)shmene      | 31 | 40    |
| massage   | s(h)massage | 36 | (ma)s(h)mage    | 11 | 48    |
| terrific  | shmerrific  | 67 | tershmiffic     | 5  | 26    |
| arcade    | shmarcade   | 87 | (ar)shmade      | 3  | 9     |

- 一些人用sm-而不用shm-加在含有sh的单词前面。例如：Ashmont Smashmont，而不是 shmashmont。
- 以shm开头的单词一般不使用shm重复，但有些人选择改变单词的形式，如shmuck变形为fluck, shpuck, vluck, shmluck等。

## 起源和应用
一般认为，这种用法很可能起源自意地绪语然后再转移到英语。也有说法认为shm-重复和土耳其语的m-和东斯拉夫语支的sh-有关。
牛津英语字典中收录最早的英文出处为“I know he made Davy go to the Palace to-day with the idea of hastening on the crisis in his illness... Crisis-shmisis! mocked Barnett disparagingly” (Goller 1929:V.ii.215).。
1960年美国学术期刊《美国语言》的论文《On Yiddish Shm-.》提到，shm-重复已经广泛出现在广告、电影和报纸上。
shm-重复也出现在现代希伯来语中，例如戴维·本-古里安在1955年3月29日的一次内阁会议中用"Um-Shmum" （UN Shm-UN）评价联合国。
其他语言也有类似的“加辅音+重复”现象，如卡纳达语中的gi-重复表示与某事物相关的事物。